# Strakovka (usedlost)
Strakovka je bývalá viniční usedlost v Praze 6-Dejvicích, která stojí v ulici Na Vlčovce východně od Hercovky. Od roku 1958 je chráněna jako nemovitá kulturní památka České republiky.

## Historie
Starší vinice Kozlovská, Topolka, Malá Topolka a Dolejší Pekařka byly počátkem 17. století sloučeny v jednu. K nim roku 1622 přikoupil Jakub Kozel z Peclinovce ještě vinici Koutskou. V té době se na Kozlovce uváděl lis a na Koutské bouda a obě byly ohrazeny společnou zdí.
Roku 1646 se majitelem stal nejvyšší dvorský sudí Jindřich Volf Berka z Dubé († 1650). Jeho vinice měla rozlohu 9 strychů a patřila k ní zahrada o rozloze 3 strychy.
Roku 1696 získala vinici Rozina Geismüllerová, jejímž druhým manželem se stal Jiří František Liebe z Liebenfelsu. Manželé postavili obytný dům, opravili ohradní zeď a zvelebili vinohrad i zahradu, postavili hospodářské budovy, stáje a sklady.
Pojmenovaná byla po kanovníku a později proboštu svatovítské kapituly Františku Kazimíru Strachovském ze Strachovic, který ji koupil roku 1750. V Josefínském katastru měla rozlohu 8 jiter a 1303 sáhů. Přestože se zde po skončení válek o rakouské dědictví réva již nepěstovala, dům byl stále zapisován jako viniční usedlost.
Později se majitelé rychle střídali. Roku 1837 ji koupil dvorní stavitel Jan Klement Zobel s tím, že zde chtěl postavit cihelnu. Brzy zemřel a od jeho dědiců koupil nemovitost roku 1845 Gustav Hoffman, který cihelnu postavil; ta však za následujícího majitele zanikla.
Roku 1907 byly pozemky Strakovky rozděleny a část s domem koupil architekt Richard rytíř Klenka z Vlastimilu.

### Popis
Usedlost je umístěna na lichoběžníkovém, do svahu stoupajícím pozemku zahrady. Klasicistní jednopatrová budova na obdélném půdorysu má valbovou střechu s vikýři. Původně barevná fasáda se sedmi okenními osami je členěna toskánskými pilastry.